# ملك شاه بن قلج أرسلان
ملك شاه الثاني بن قلج أرسلان هو سلطان سلجوقي من سلاجقة الروم حكم في الفترة ما بين 1110 إلى 1116. بقي كرسي السلطنة فارغاً بعد وفاة قلج أرسلان الأول سنة 1107 حيث كان ملك شاه مسجوناً في أصفهان.

## فتره حكم
قبل تولي ملك شاه العرش، ظل العرش شاغراً لمدة ثلاث سنوات بعد وفاة قلج أرسلان الأول عام 1107. احتُجز ملك شاه في أصفهان حتى عام 1110 عندما عاد إلى الأناضول لتولي العرش. قبل وقت قصير من وفاته هزمه الإمبراطور البيزنطي ألكسيوس كومنينوس في معركة فيلوميليون. ثم وقّع معاهدة مع الإمبراطور، زُعم أنه وافق على السماح للبيزنطيين باستعادة كل أراضيهم في الأناضول، لكن المعاهدة أُلغيت بعد خلع ملك شاه، وقتله في النهاية على يد شقيقه مسعود، الذي خلفه كسلطان.
وصفت آنا كومنينا مالك شاه بأنه أحمق غالبًا ما تجاهل استراتيجيات جنرالاته الأكثر خبرتاً، لدرجة أنه سخر وانتقد جنرالاته.